# 玉蔵院 (瑞穂市)
玉蔵寺（ぎょくぞういん）は岐阜県瑞穂市別府にある延命地蔵菩薩を本尊とする真言宗智山派の寺院で、山号は金寶山。美濃新四国47番札所。
京都船岡山のふもとにある上品蓮台寺の支院の一つ、玉蔵院が明治維新に至り廃寺に瀕した際に、別府在住の新田眞源が寺を建立する志を持っていたため京都府知事と岐阜県知事に許可を得て明治38年に移転したものである。本尊は元の玉蔵院にあった地蔵菩薩で、伝説によれば聖徳太子が三国の泥から作ったとされ、即得往生ならびに現世安穏の利益を得られるとされている。